# Hugo Esteban Porta
Hugo Esteban Porta (Montevideo, 13 marzo 1914 – ...) è stato un calciatore uruguaiano, di ruolo attaccante.

## Carriera
Giocò in Serie A con il Bologna.